# Campionato africano di calcio Under-17 2015
Il Campionato africano di calcio Under-17 2015 (in inglese 2015 African Under-17 Championship) è stata l'undicesima edizione della competizione organizzata dalla CAF. Il torneo si è svolto in Niger dal 15 febbraio al 1º marzo 2015 ed è stato vinto per la prima volta dal Mali, che è succeduto ai campioni 2013 della Costa d'Avorio. Le quattro semifinaliste – Nigeria Guinea Sudafrica e Mali – si sono qualificate per il Campionato mondiale di calcio Under-17 2015.

## Squadre qualificate
- Niger (nazione ospitante)
- Nigeria
- Guinea
- Camerun[1]
- Costa d'Avorio
- Zambia
- Mali
- Sudafrica

## Stadi
| Niamey                       | Niamey |
| ---------------------------- | ------ |
| Stade Général Seyni Kountché | Niamey |
| Capienza: 35.000             | Niamey |
|                              | Niamey |
| Stade Municipal              | Niamey |
| Capienza: 10.000             | Niamey |
|                              | Niamey |

## Fase a gironi

### Gruppo A
| Pos. | Squadra | Pt | G | V | N | P | GF | GS | DR |
| ---- | ------- | -- | - | - | - | - | -- | -- | -- |
| 1.   | Nigeria | 7  | 3 | 2 | 1 | 0 | 6  | 2  | +4 |
| 2.   | Guinea  | 4  | 3 | 1 | 1 | 1 | 3  | 3  | 0  |
| 3.   | Zambia  | 3  | 3 | 1 | 0 | 2 | 3  | 5  | -2 |
| 4.   | Niger   | 3  | 3 | 1 | 0 | 2 | 3  | 5  | -2 |

| Arbitro: | Helder Martins de Carvalho |

|  |           |                         |
|  | Marcatori | 17’ Osimhen 28’ Nwakali |

| Arbitro: | Ali Mohamed Adelaïd |

|              |           |  |
| A. Touré 25’ | Marcatori |  |

| Arbitro: | Jean-Jacques Ndala Ngambo |

|                    |           |                   |
| Nwakali 85’ (rig.) | Marcatori | 14’ (rig.) Diallo |

| Arbitro: | Joaquin Esono Eyang |

|                    |           |           |
| Daka 6’ Museba 17’ | Marcatori | 66’ Gonda |

| Arbitro: | Antoine Effa Essouma |

|                        |           |              |
| Boubabacar 3’ Lara 40’ | Marcatori | 28’ Bangoura |

| Arbitro: | Mustapha Ghorbal |

|                                |           |          |
| Osimhen 36’, 48’ Nwakali 45+1’ | Marcatori | 61’ Daka |

### Gruppo B
| Pos. | Squadra        | Pt | G | V | N | P | GF | GS | DR |
| ---- | -------------- | -- | - | - | - | - | -- | -- | -- |
| 1.   | Mali           | 7  | 3 | 2 | 1 | 0 | 6  | 3  | +3 |
| 2.   | Sudafrica      | 5  | 3 | 1 | 2 | 0 | 7  | 5  | +2 |
| 3.   | Costa d'Avorio | 4  | 3 | 1 | 1 | 1 | 4  | 4  | 0  |
| 4.   | Camerun        | 0  | 3 | 0 | 0 | 3 | 3  | 8  | -5 |

| Arbitro: | Denis Batte |

|                       |           |                     |
| Kouao 75’ Doumbia 83’ | Marcatori | 37’ Landry 61’ Mayo |

| Arbitro: | Mustapha Ghorbal |

|                                     |           |            |
| Sangaré 49’ Koita 79’ B. Traoré 89’ | Marcatori | 62’ Hongla |

| Arbitro: | Kokou Fagla |

|                           |           |                         |
| Mkatshana 74’ Mohamme 81’ | Marcatori | 18’ Maiga 60’ B. Traoré |

| Arbitro: | Noureddine El Jaafari |

|           |           |                                |
| Bayemi 3’ | Marcatori | 79’ Kouadio 85’ (rig.) Doumbia |

| Arbitro: | Helder Martins de Carvalho |

|  |           |               |
|  | Marcatori | 35’ B. Traoré |

| Arbitro: | Ferdinand Udoh Aniete |

|                                            |           |            |
| Achille 3’ (aut.) Maluleke 45’ (rig.), 58’ | Marcatori | 49’ Bayemi |

## Fase a eliminazione diretta
|  | Semifinali | Semifinali | Semifinali |      |           | Finale          | Finale          | Finale          |  |
|  |            |            |            |      |           |                 |                 |                 |  |
|  | Nigeria    | Nigeria    | 0          |      |           |                 |                 |                 |  |
|  | Nigeria    | Nigeria    | 0          |      |           |                 |                 |                 |  |
|  | Sudafrica  | Sudafrica  | 1          |      |           |                 |                 |                 |  |
|  | Sudafrica  | Sudafrica  | 1          |      | Sudafrica | Sudafrica       | 0               |                 |  |
|  |            |            |            |      | Sudafrica | Sudafrica       | 0               |                 |  |
|  |            |            | Mali       | Mali | 2         |                 |                 |                 |  |
|  | Mali       | Mali       | Mali       | Mali | 2         | 2               |                 |                 |  |
|  | Mali       | Mali       |            |      |           | 2               |                 |                 |  |
|  | Guinea     | Guinea     | 1          |      |           | Finale 3º posto | Finale 3º posto | Finale 3º posto |  |
|  | Guinea     | Guinea     | 1          |      |           |                 |                 |                 |  |
|  |            |            |            |      |           |                 |                 |                 |  |
|  |            |            |            |      |           | Nigeria         | Nigeria         | 1               |  |
|  |            |            |            |      |           | Nigeria         | Nigeria         | 1               |  |
|  |            |            |            |      |           | Guinea          | Guinea          | 3               |  |

### Semifinali
| Arbitro: | Noureddine El Jaafari |

|  |           |          |
|  | Marcatori | 27’ Mayo |

| Arbitro: | Mustapha Ghorbal |

|                     |           |              |
| Koita 25’ Malle 53’ | Marcatori | 51’ A. Touré |

### Finale 3º/4º posto
| Arbitro: | Gomno Daouda |

|             |           |                             |
| Osimhen 30’ | Marcatori | 35’ A. Touré 40’, 53’ Keita |

### Finale
| Arbitro: | Noureddine El Jaafari |

|  |           |                        |
|  | Marcatori | 67’ Bagayoko 79’ Malle |

## Campione
MALI
(1º titolo)